# Metro de Palma

Mapa

El Metro de Palma és un sistema de transport col·lectiu ràpid de ferrocarril de la ciutat de Palma (Mallorca). Únicament opera la línia M1 que circula des de l'Estació Intermodal de la plaça d'Espanya de Palma fins a la UIB, i entre 2013 i 2022 també va operar la línia M2 de l'Estació Intermodal de la plaça d'Espanya de Palma fins a l'estació de Marratxí. Serveis Ferroviaris de Mallorca és l'empresa pública que opera el servei.

## Estacions
Totes les estacions són accessibles mitjançant escales fixes i ascensors i gairebé totes tenen escales mecàniques. Generalment tenen un vestíbul (que conté tots els serveis relacionats amb l'explotació de la via) al nivell de les andanes, que tenen 80 metres de llargària i 5 d'amplada. Les estacions estan dissenyades de tal manera que, un cop s'accedeixi a les instal·lacions, ja es puguin veure les vies de tren. D'aquesta manera es pretén ajudar l'usuari a orientar-se.

### Estacions de la línia M1
- Estació Intermodal Plaça d'Espanya
- Jacint Verdaguer
- Son Costa/Son Fortesa
- Son Fuster Vell
- Son Castelló
- Gran Via Asima
- Camí dels Reis
- Son Sardina
- UIB

### Estacions de la línia M2 (2013-2022)
- Estació Intermodal Plaça d'Espanya
- Jacint Verdaguer
- Son Costa/Son Fortesa
- Son Fuster
- Son Cladera/es Vivero
- Verge de Lluc
- Es Pont d'Inca
- Es Pont d'Inca Nou
- Polígon de Marratxí
- Marratxí

## Història

### Antecedents
Des dels anys 90 diversos grups d'esquerres i ecologistes han reivindicat la creació d'una línia de ferrocarril suburbà entre el centre de la ciutat de Palma i la Universitat de les Illes Balears, situada a un campus als afores, com a alternativa a l'ús del vehicle privat, considerat insostenible, i del desdoblament de la carretera de Valldemossa, aleshores única via possible d'accés al campus universitari.
No es feu cap proposta oficial fins que govern del Pacte de Progrés (1999-2003) proposà el primer projecte seriós per a unir els dos punts de la ciutat. Es tractava d'un ferrocarril suburbà que, des de l'estació de ferrocarril que SFM tenia en superfície a la plaça d'Espanya enllaçaria a la Universitat passant pel carrer de Jacint Verdaguer, el barri de Son Oliva, Son Hugo, el polígon de Son Castelló i Son Sardina. El trajecte de la plaça d'Espanya fins a Son Oliva el faria en paral·lel a les vies existents d'SFM que van a sa Pobla i Manacor, mentre que el tram de Son Hugo fins a Son Sardina seria paral·lel al trajecte que realitza el ferrocarril de Sóller. A partir de Son Sardina el tren faria un trajecte exclusiu per a arribar al campus universitari. Igualment també es projectà una línia que enllaçava el centre de Palma amb l'aeroport de Son Sant Joan, primer amb una connexió directa i després passant per les poblacions del pla de Sant Jordi (Son Ferriol i Sa Casa Blanca), però fou rebutjat per ser considerat poc viable econòmicament. Aquestes dues línies de ferrocarril suburbà, juntament amb la línia de tramvia que s'havien projectat, constituirien una alternativa al transport per carretera que col·lapsa freqüentment la ciutat. Per a la línia Palma-Universitat, fins i tot el Pla General d'Ordenació Urbana de Palma havia reservat espai per a construir les infraestructures necessàries, que després de l'anunci de la construcció de la línia de metro ha quedat lliure.
El primer cop que es va parlar de la possibilitat que construir una xarxa de metro a Palma fou durant la campanya de les eleccions autonòmiques de 2003. El PSM-EN proposà la construcció d'una xarxa que constaria de dues línies. La línia A aniria de la plaça d'Espanya fins a la UIB, en un recorregut semblant a l'actual. La línia B seguiria la costa des de l'aeroport de Son Sant Joan fins a Portopí, passant pel centre. Ambdues línies convergirien a l'estació de la plaça d'Espanya. D'aquesta manera es volia reivindicar un mitjà de transport alternatiu a les autopistes i desdoblaments de carreteres proposats pel Partit Popular, així com al polèmic Segon cinturó de Palma. A més, s'argumentava que algunes ciutats de grandària similar, com Bilbao, ja disposaven d'aquest sistema de transport col·lectiu.

### Construcció
El 23 de novembre de 2004, l'aleshores president de les Illes Balears, Jaume Matas i Palou (PP), anuncià per sorpresa la construcció de la primera línia del metro de Palma entre la plaça d'Espanya de Palma i la Universitat de les Illes Balears, juntament amb el polèmic soterrament del corredor urbà de Palma, que estava ja aleshores en construcció. El projecte del metro és, doncs, un annex a aquest projecte de soterrament.
Les obres del túnel d'ús exclusiu per al metro començaren l'agost de 2005 per la Gran Via Asima, al polígon de Son Castelló. El mètode emprat fou el mur pantalla, que abaratien les despeses de l'obra, atès que no es necessiten tuneladores per a aquest sistema. No obstant això, obligaren a tallar els carrers al trànsit en els punts on passa la línia. Precisament, les obres del metro al seu pas pel polígon produïren queixes per part dels empresaris de la zona, que havien registrat grans pèrdues. Com a compensació, l'ajuntament de Palma els eximí del pagament de l'Impost d'Activitats Econòmiques i de l'Impost de Béns Immobles. El 2006, Jaume Matas, i la consellera d'Obres Públiques, Mabel Cabrer, assistiren a les obres d'unió del túnel exclusiu de metro amb el corredor soterrat que va a sa Pobla i a Manacor.
Els treballs de la darrera fase entre la UIB i Camí dels Reis, i les obres, tant pel que fa a la via com a les noves estacions, provocaren queixes de professors i alumnes, especialment de l'edifici Ramon Llull, que asseguraven que el renou produït per les obres els impedia fer classes amb normalitat.
L'accident del metro de València de 2006 va generar un debat sobre si les mesures de seguretat del metro de Palma havien de ser les adequades. Dies després del sinistre, el Govern de les Illes Balears anuncià que SFM era assessorada per tècnics del metro de Madrid i que s'hi aplicaria la legislació belga en seguretat ferroviària, la més exigent d'Europa. D'aquesta manera, el govern assegurà que el metro seria modern i segur. Igualment, el cos de bombers de Palma va rebre formació especial sobre actuació en túnels, formació que a Mallorca sols rebien els bombers de Mallorca.
Dia 18 de setembre de 2006 va entrar en servei l'estació de Jacint Verdaguer, però només la part destinada al tren cap a Inca, Manacor i sa Pobla.

#### Fases de la construcció

##### Fase I
La construcció del metro de Palma es va dividir en tres fases. Aquesta primera fase comprèn el tram que va des de l'estació de Son Oliva fins al P.Q. 1+800, on conflueix la Gran Via Asima amb la carretera de Bunyola. En aquest primer tram, totalment soterrat, es contempla la construcció de l'estació subterrània de la carretera de Bunyola (P.Q. 1+330 – P.Q. 1+422). L'amplària del túnel és de 8,90 metres, excepte a la zona de l'estació de la carretera de Bunyola, on és de 37,90 metres.
El traçat d'aquesta primera fase ha estat modificat respecte al previst inicialment per tal d'atendre a les al·legacions presentades pels afectats pel projecte de la línia metropolitana. Així, s'ha disminuït el radi de gir del traçat a l'entrada a Gran Via Asima, de manera que es redueix l'afecció de terrenys particulars pròxims a la carretera de Bunyola i s'augmenta l'ocupació de terrenys públics.
- Empresa adjudicatària: UTE formada per les empreses Dragados S.A., TECSA Empresa Constructora i Matias Arrom Bibiloni.
- Pressupost: 35,4 milions d'euros
- Termini d'execució: 16 mesos

##### Fase II
La segona fase del corredor ferroviari comprèn des del P.Q. 1+800 al P.Q. 3+720. Es tracta del tram de Gran Via Asima. Inclou tres estacions subterrànies: 
- Asima, (P.Q. 2+057 – P.Q. 2+149) 
- Son Castelló (P.Q. 2+632 – P.Q. 2+724) 
- Camí dels Reis (P.Q. 3+137 – P.Q. 3+229) 
La totalitat del tram és soterrat. L'amplària del túnel és de 8,90 metres, excepte a la zona de les estacions on arriba als 34,50 metres. Respecte al disseny inicial d'aquest tram s'ha modificat la ubicació de les sortides de metro ubicades a Gran Via Asima, per tal de no interferir les entrades dels comerços. Aquesta modificació s'ha realitzat per atendre els requeriments dels afectats pel projecte.
Pel que fa a la superfície de Gran Via Asima, una vegada finalitzades les obres quedarà de la mateixa manera que en l'actualitat, i a més s'introduiran les següents millores: 
- una rotonda a l'encreuament de Gran Via Asima amb el carrer Gremi Sucrers.
L'objectiu és facilitar el girs a l'esquerra i reduir la velocitat del trànsit 
- ampliació de les voravies a les zones de les estacions 
- ampliació de la mitjana, augmentant així la zona verda existent.
- Empresa adjudicatària: UTE formada per les empreses Melchor Mascaró S.A. i CAVOSA Obras y Proyectos S.A.
- Pressupost: 46,3 milions d'euros
- Termini d'execució: 17 mesos

##### Fase III
La darrera fase comprèn des del P.Q. 3-+720 fins a l'estació de la UIB. Aquest darrer tram serà en superfície des del seu inici fins al P.Q. 6+340. A partir d'aquest punt i fins al final del traçat torna a ser soterrat. Entre el P.Q. 5+500 i el P.Q. 5+680 es projectarà l'únic viaducte de tot el traçat, de 180 metres de longitud. L'objectiu d'aquesta infraestructura és salvar l'encreuament de la línia de metro amb la carretera de Sóller i el ferrocarril de Sóller.
A aquesta darrera fase es contempla la construcció de les estacions de Son Sardina i la UIB. L'estació de Son Sardina formarà un conjunt edificat amb l'antiga estació de Son Sardina, que actualment es troba en desús. A més comptarà amb un pas inferior per a vianants per permetre travessar la carretera i el ferrocarril de Sóller. Aquesta infraestructura es completa amb un aparcament amb capacitat per a 73 vehicles.
L'estació de la UIB estarà formada per dues plantes, una corresponent al túnel on es trobaran les vies i andanes, i una altra superior on estarà el vestíbul que dona accés a l'exterior.
L'amplària del túnel al tram soterrat és de 8,90 metres, excepte a la zona de l'estació de la UIB on és de 36,90 metres.
Per tal de no afectar les síquies d'en Baster i de la Font de la Vila, elements catalogats com a béns patrimonials, la rasant del traçat discorrerà a una cota inferior que la recollida al projecte inicial. Per altra banda, l'entrada de la línia metropolitana a la UIB s'ha desplaçat cap al sud. D'aquesta manera, s'allunya el traçat de la zona prevista per la UIB per dur a terme ampliacions.
- Empresa adjudicatària: UTE formada per les empreses ALDESA Construcciones S.A. i Obras y Pavimentaciones MAN S.A.
- Pressupost: 33,2 milions d'euros
- Termini d'execució: 16,5 mesos

### Obertura
La línia suburbana es va obrir el 25 d'abril de 2007, a 33 dies de les eleccions autonòmiques. Per aquest motiu, no es va fer cap inauguració oficial. El preu del viatge previst fins al mes d'octubre de 2007 era gratuït, amb l'objectiu que els usuaris coneguessin la nova infraestructura.

### Tancament provisional i reobertura
Però abans que arribàs l'octubre, els dies 27 d'agost de 2007 i 23 de setembre d'aquest mateix any hi hagué greus inundacions en la línia, amb unes pluges a l'entorn dels 15 l/m², que col·lapsaren el recorregut especialment a Son Sardina i entre el Polígon de Son Castelló i Son Fuster Vell així com infiltracions a l'Estació Intermodal de Palma, motiu pel qual s'acordà el tancament provisional fins que els tècnics en resolguessin els problemes estructurals, i l'acomiadament de la directora d'obres del metro, Ana García per les irregularitats.
L'estudi de deficiències desvetlà, entre d'altres, que no es va procedir a la impermeabilització de l'estació intermodal, que el projecte no va preveure adequadament les infraestructures de pluvials, i en algun cas empitjorà les existents, fent que el túnel actuàs com a col·lector i dipòsit de les pluges caigudes sobre Son Castelló i d'igual manera el túnel d'accés a l'estació de Son Sardina, que acumulà les pluges d'aquesta barriada. Un cop finalitzades les obres de remodelació la xarxa, que executaren lea mateixes empreses constructores, es perllongaren deu mesos i varen costar 28 milions d'euros, el servei es restablí el 28 de juliol de 2008, aquest cop es va començar a cobrar les tarifes establertes.
Així i tot el Conseller Vicens va manifestar que els errors de disseny no permeten descartar que al carrer Jacint Verdaguer s'hi puguin repetir nous episodis d'inundació, ja que el caràcter superficial del túnel va impedir ampliar significativament la xarxa d'aigües pluvials en aquesta zona. Així i tot els anys 2008-2010 han estat extremadament plujosos a Mallorca i únicament hi ha hagut un episodi lleu d'entrada d'aigua en aquest carrer, i cap a la resta de la línia, mentre la gran part de Palma patia importants inundacions.
L'episodi ha estat també motiu d'un fort debat polític, en el que el Partit Popular ha negat qualsevol responsabilitat política i ha acusat al Conseller Vicens de cercar culpables que l'eximeixin de la seva responsabilitat per unes inundacions que s'havien produït durant el seu mandat. En aquest context Gabriel Sampol responsable d'una de les empreses concessionàries afirmava que les empreses constructores reberen pressions perquè el metro fos inaugurat abans de les eleccions, en perjudici de la qualitat constructiva.
Atesa la baixa utilització el 2010 es van reduir a la meitat les freqüències de pas, i fora dels dies laborables, el 2013 la línia Palma-UIB va deixar de prestar servei els diumenges i festius, i dissabtes a partir de les 12:30.
El Consorci de Transports de Mallorca va anunciar el mes de novembre de 2012 la creació d'una segona línia de metro, el recorregut de la qual abastarà les nou estacions que hi ha entre l'Estació Intermodal i l'estació de Marratxí. L'establiment d'aquesta nova línia no implicarà cap cost atès que s'emprarà la infraestructura ja existent i el servei el prestaran aquelles unitats de metro inutilitzades. Amb això es pretén reduir els temps de viatge en l'àrea metropolitana de Palma per una banda, i entre la capital i la resta de localitats mallorquines per una altra. en no haver de fer tantes aturades els trens que cobreixen les línies de rodalia. Els treballs d'adaptació es varen iniciar el gener de 2013 i la seva inauguració fou el 13 de març de 2013.

### Traspàs de la línia 2 a Rodalies
El 29 d'abril del 2022 Serveis Ferroviaris de Mallorca va decidir tancar la línia, traspassant els seus serveis a les línies de rodalies, 9 anys després de la seva obertura original, el 13 de març de 2013.

## Característiques de la xarxa
La xarxa del metro de Palma és totalment electrificada (la segona de Mallorca d'aquestes característiques després de la del ferrocarril de Sóller) i de doble via amb una separació de 3,50 metres (d'ample mètric com el de la resta de línies d'SFM). La distància entre eixos és de 2,70 metres i el gàlib vertical mínim de 5,50. Els combois, sis en total amb dos vagons cadascun, seran de la marca basca CAF i podran viatjar a una velocitat punta d'uns 100 km/h. Compten amb megafonia monolingüe en català i indicadors electrònics. La primera remesa de combois va arribar el desembre de 2006.
Tot el trajecte, d'uns 8,2 km de longitud, està soterrat a 8 metres de profunditat respecte del nivell del carrer, excepte el tram comprès entre el camí dels Reis i la Universitat de les Illes Balears on el traçat discorre en superfície. Això fa que l'estació de Son Sardina (situada enfront de la que el Ferrocarril de Sóller ja té al nucli perifèric) sigui l'única estació en superfície del metro. El pendent no supera en cap cas el 25% a la via i el 2% a les estacions.
El metro va en paral·lel amb les seves pròpies vies a les línies de sa Pobla i Manacor entre la Plaça d'Espanya i el barri de Son Oliva. Després, els dos túnels es bifurquen i, mentre les línies de Sa Pobla i Manacor van en direcció a l'estació de Son Fuster, el metro es desvia al polígon de Son Castelló, on té quatre estacions. Passat el camí dels Reis, el metro surt a la superfície i va en paral·lel a les vies del Ferrocarril de Sóller fins a Son Sardina, on es desviarà per arribar a la Universitat, on té la seva darrera estació entre els edificis Ramon Llull o Edifici Cas Jai. Es tracta d'una estació soterrada, atès que el metro torna a abandonar la superfície a l'alçada de la carretera de Valldemossa. Per a travessar la carretera de Sóller es va construir un viaducte de 180 metres de llargada compost per cinc pilars a uns dos-cents metres de la sortida de Son Sardina en direcció Sóller. La línia de ferrocarril metropolità es torba uns 12 minuts a fer tot el recorregut. El metro no circula en cap tram per sota de cap edifici, perquè les característiques del mètode emprat per a la construcció de la línia així ho impedeixen.

### Conseqüències de l'obertura de la línia pel trànsit urbà
Ja just després dels primers dies posteriors a l'anunci de la construcció de la línia de metro de Palma aparegueren veus que asseguraven que el ferrocarril metropolità no seria rendible. Alguns estudis parlaven que el metro absorbiria un 45% de la demanda de transport a la Universitat i que el 95% dels usuaris de la línia 19 de la EMT passarien al metro, així com el 12% dels que actualment utilitzen el cotxe particular. De fet, la consellera d'obres públiques, Mabel Cabrer, va haver d'admetre que els horaris i les freqüències del metro, s'haurien d'ajustar al calendari escolar de la Universitat, ja que la demanda seria molt més reduïda durant les vacances. Igualment, l'Ajuntament de Palma, ha admès que haurà de suprimir o modificar el recorregut d'algunes de les línies de la EMT, especialment les que circulen pels barris i zones afectades per la falta de demanda. De fet, la UIB i la EMT ha posat en marxa una enquesta entre els estudiants del campus universitari per conèixer quins barris de la ciutat habiten i així, poder adaptar el recorregut de la línia d'autobús que hi arriba (la 19) a la demanda real a partir de l'obertura del metro.
Des de la Universitat han admès que l'arribada del metro implicarà canvis radicals al campus, ja que la circulació pels vials s'haurà d'acoblar a les vies del ferrocarril metropolità. La línia del metro de Palma és totalment electrificada i de doble via d'ample mètric i amb una separació de 3,50 metres. La distància entre eixos és de 2,70 metres i el gàlib vertical mínim de 5,50 metres. Els combois, de 2 vagons cadascun, són de la marca basca CAF i poden viatjar a una velocitat punta d'uns 100 km/h. Contenen una megafonia que, actualment, és únicament en català, tot i que, anteriorment fou simultàniament en català, castellà i anglès, i també indicadors electrònics. La primera remesa de combois va arribar el desembre de 2006. El metro triga uns 13 minuts a fer tot el recorregut.
L'accident del metro de València de 2006 han generat un debat sobre si les mesures de seguretat del metro de Palma serien les adequades. Dies després del sinistre, el Govern de les Illes Balears anuncià que la SFM era assessorada per tècnics del metro de Madrid i que s'aplicaria la legislació belga en seguretat ferroviària, la més exigent d'Europa. D'aquesta manera, el Govern assegura que el metro serà modern i segur. Igualment, el cos de bombers de Palma ha rebut formació especial sobre actuació en túnels, formació que a Mallorca sols rebien els bombers de Mallorca.
La línia forma part del sistema tarifari integrat, que entrà en vigor el 26 de gener de 2008, atès que a totes les estacions hi ha màquines expenedores de bitllets electrònics que s'utilitzaran en tots els mitjans de transport de l'illa, així com lectors òptics capaços de llegir-les i controlar el crèdit de la targeta.

## Possibles ampliacions
Mesos després de l'anunci de la construcció de la línia de metro Plaça d'Espanya-UIB, el Govern de les Illes Balears suggerí la possibilitat d'ampliar la xarxa amb la creació de noves línies en un futur. Entre aquestes línies destaquen la rehabilitació del túnel per on passava l'antiga línia Plaça d'Espanya-Port de Palma per a ampliar la línia, ampliar la M1 fins al Parc Bit. la creació d'una línia que anés des de Sa Casa Blanca fins a Son Rapinya i des d'allà fins al Camí dels Reis passant pel centre de la ciutat, i arribar fins a l'Hospital Universitari Son Espases. Es tenen molts dubtes de si aquestes ampliacions són viables des d'un punt de vista constructiu i econòmic, així com de l'opinió dels ciutadans, que veuen el metro com una infraestructura de transport innecessari.
En 2019 es va adjudicar a la UTE de les empreses Ayesa-Gsixel projecte per a l'ampliació de la M1 fins a Son Espases.

## Passatgers
El 2009 el metro de Palma va tenir només, 1.153.000 passatgers, obligant a la reducció a la meitat de les freqüències en 2010, i en 2013 la línia a l'Estació d'UIB va deixar de prestar servei els diumenges i festius, i dissabtes a partir de les 12:30 per la seva baixa utilització. El 2016, el nombre d'usuaris anuals havia baixat cap a 700.000 i el 2019 va recuperar els 1,3 milions de viatges.
La xifra de passatgers que desplaça es mou entre 1,2 i 1,5 milions a l'any fins a 2014, quan l'estàndard europeu considera que la construcció d'un metro només és justificable si ha de tenir més de 20 milions de passatgers anuals.